# ハミルトン・ホテル (ポートランド)

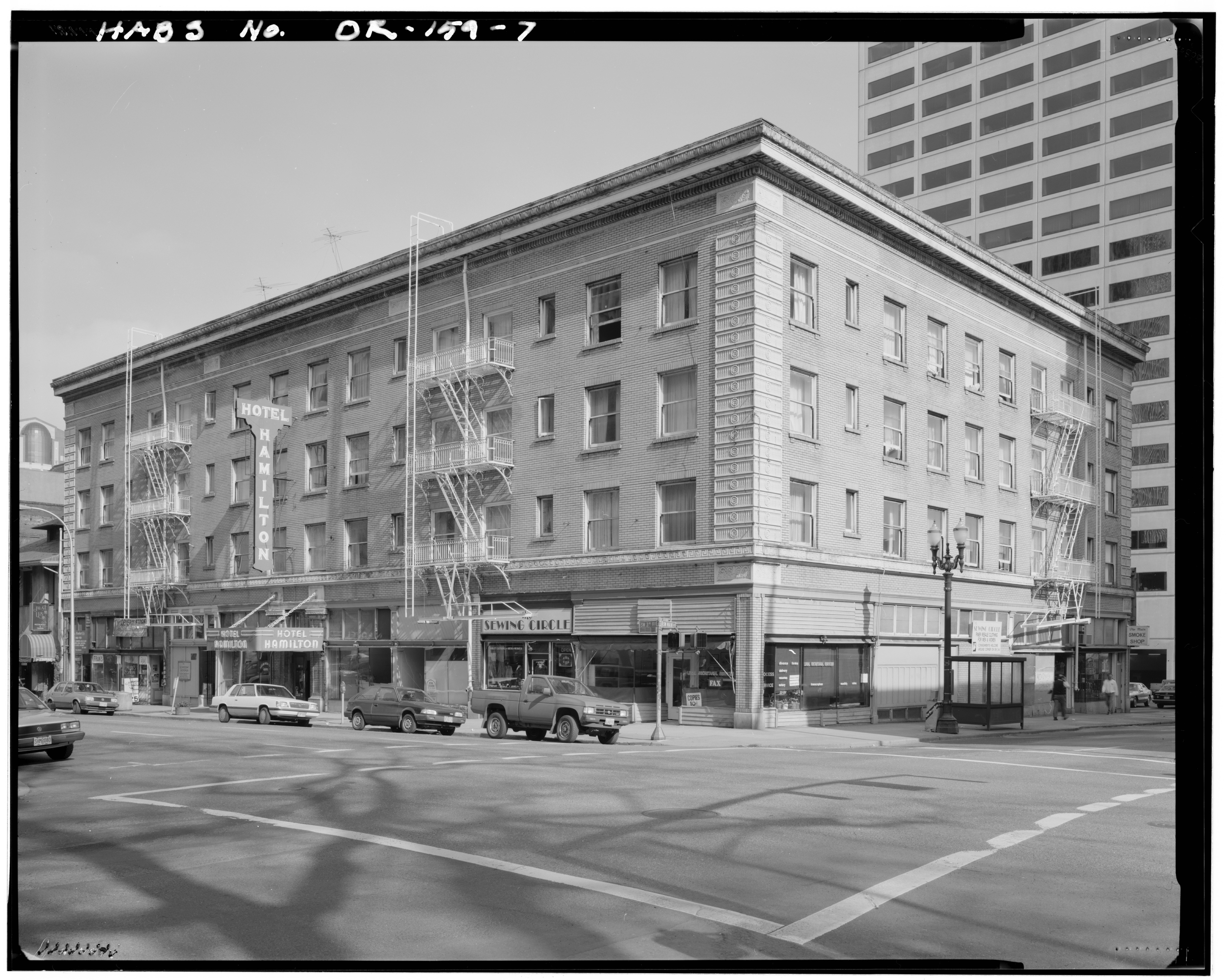
ポートランドのハミルトン・ホテル、1993年撮影。

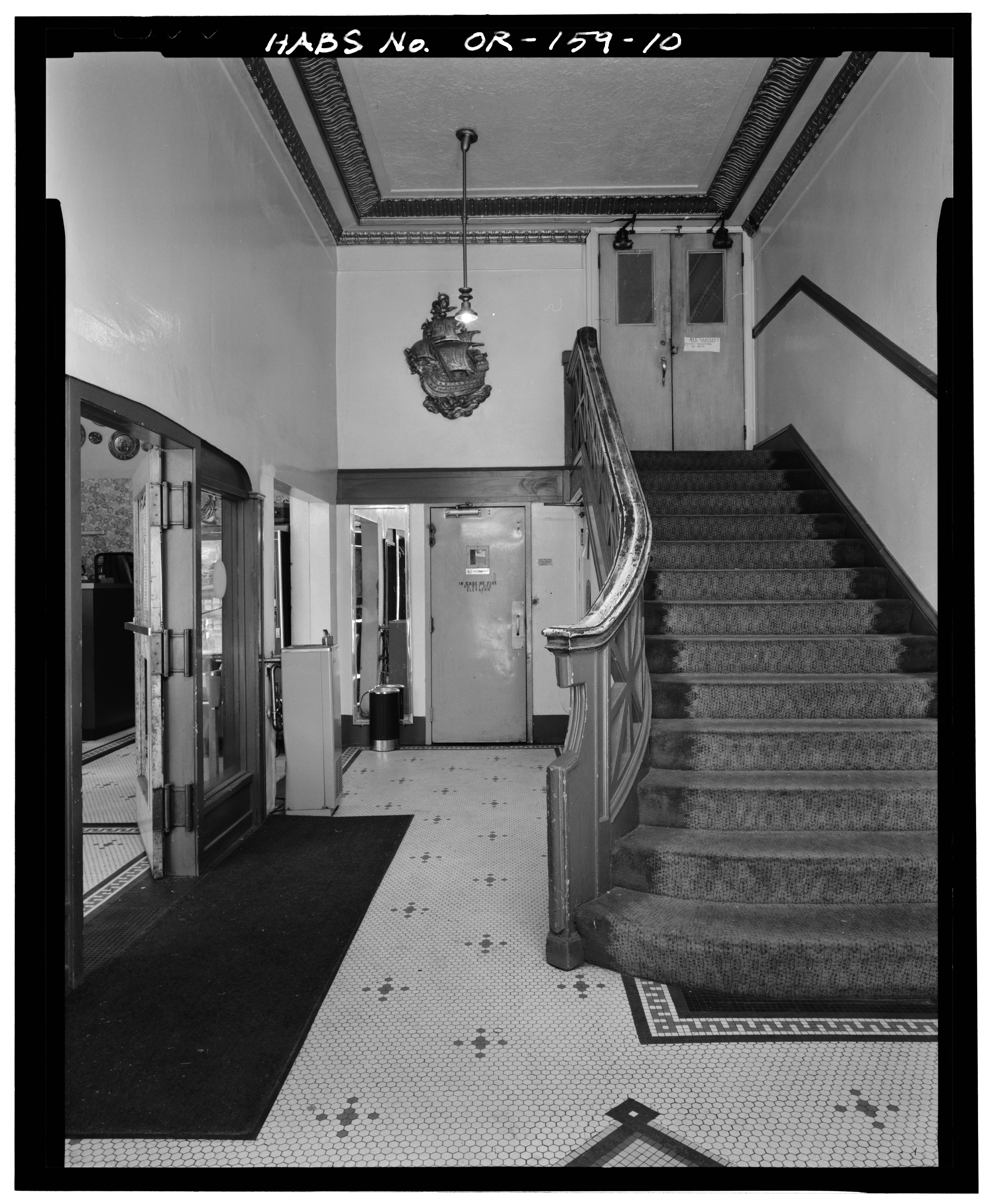
ロビーと階段

ハミルトン・ホテル (Hamilton Hotel) は、かつてアメリカ合衆国オレゴン州ポートランドにあったホテルで、開業当初はヴェナブル (Venable) と称していた。この建物は、ポートランドの建築家ジョン・V・ベンズが設計し、ベンズの建設会社ベンズ&ヘンドリックス (Bennes & Hendricks) 社が1913年に建設した。4階建てで、新古典主義建築 の様式による建物であった。

## 沿革
1993年3月、アメリカ合衆国国立公園局は、歴史的建造物調査 (Historic American Buildings Survey) の対象に入った。調査報告では、この建物について、「低所得者向けの都市居住建築、設計者である著名なポートランドの人物ジョン・V・ベンズとの結びつきから、建築様式と建物の機能類型に照らして重要な建築事例である。このホテルは、ポートランドの都市拡大の時期における、発展の象徴である」と述べられていた。
1980年、このホテルは放火され、居住していたひとりであった、69歳のマリー・チン (Marie Chin) が死亡した。その後、1993年5月に閉鎖されることとなり、連邦政府によって破壊され、跡地にはマーク・O・ハットフィールド合衆国裁判所が建設された。所在地は、3番街南西1024番地 (1024 SW 3rd Avenue) であった。